# Парк природе Динара
Парк природе Динара је дванаести парк природе у Хрватској. Површина је 63.052 хектара, а налази се на подручју Сплитско-далматинске и Шибенско-книнске жупаније. Други је највећи хрватски парк природе.

## Територија
У Книну је 22. маја 2020. године одржана јавна презентација у оквиру јавне расправе о Закону о проглашењу Парка природе „Динара“. Презентацији су присуствовали министар заштите околине и енергетике Томислав Ћорић, шибенско-кнински жупан Горан Паук, сплитско-далматински жупан Блаженко Бобан, градоначелник Книна Марко Јелић, као и грађани, представници невладиних организација и други заинтересовани.

## Биодиверзитет
Динарски крш је међународно признат феномен који захвата знатно шире подручје, а име је добио по Динари као типском локалитету.
Подручје Динаре је изузетно богато ендемским и угроженим врстама. Дом је за више од 1.000 биљних врста, од којих је 75 националних ендема. Познато је више од 20 ендемских животињских врста, међу којима је и динарска волухарица. На Динари се налази највиши врх Републике Хрватске – Динара, познат и као Сињал (1831 метар). На територији Парка природе Динара налази се 11 подручја еколошке мреже (2 подручја за птице и 9 за врсте и станишта), тако да 87% површине Парка природе „Динара“ чини и подручје еколошке мрежа Натура 2000. Високи динарски травњаци (рудина) најважније су станиште за ендемске планинске поскоке у Хрватској.